# Фридрих IX (Хоенцолерн)
Фридрих IX фон Хоенцолерн, Черния граф или Стари (на немски: Friedrich IX von Hohenzollern, der Alte, der Schwarzgraf; * 1333; † между 11 март 1377 и 1 март 1379) е граф на Хоенцолерн от 1359 до 1379 г.
Той е вторият син на граф Фридрих VIII фон Цолерн († 1333). През 1359 г. той последва по-големия си брат Фритцли II като граф на Хоенцолерн.
Фридрих командва по-голяма войска и затова става хауптман на Лъвския съюз от благородници.
През 1344 г. той разделя страната с по-малкия си брат Фридрих фон Страсбург и основава линията Черния граф. Линията умира през 1412 г. с Фридрих X.

## Фамилия
Фридрих IX фон Хоенцолерн се жени пр. 27 април 1341 г. за графиня Аделхайд фон Хоенберг († сл. 1385), дъщеря на граф Бурхард VII/V фон Хоенберг-Вилдберг († ок. 1359), и има с нея децата:
- Фридрих X († 1412), граф на Хоенцолерн, ∞ графиня Анна фон Хоенберг († 1421), дъщеря на граф Бурхард IX фон Хоенберг–Наголд и Верена фон Хабсбург-Лауфенбург
- Аделхайд († 1415), ∞ Йохан фон Щраленберг († 1408), син на Зигфрид фон Щраленберг и Елизабет фон Франкенщайн
- Фридрих Остертаг I († 1407/1410)
- Анна († 1418), монахиня в Кьонигсфелд
- София († 1418), монахиня в Щетен